# Nelly Brodmann

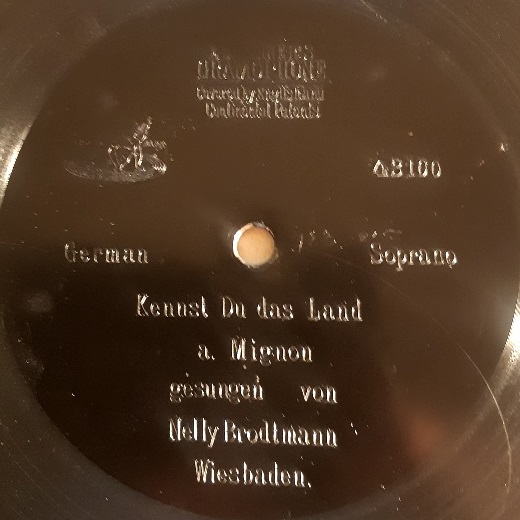
Schallplatte von Nelly Brodmann (Wiesbaden 1901)

Nelly Brodmann, eigentlich Cornelia Brodmann, ab 1903 Nelly Schlar-Brodmann (25. November 1863 in St. Gertraud im Lavanttal, Kärnten – nach 1903) war eine österreichische Theaterschauspielerin und Sängerin (Mezzosopran).

## Leben
Brodmann, Tochter eines Berg- und Hüttendirektors, wurde schon als Schulmädchen aufgefordert öffentlich zu singen, und allgemein riet man zur gesanglichen Ausbildung, die Gesangsmeister Johannes Reß in Wien übernahm. Sie besuchte auch das Wiener Konservatorium, das sie preisgekrönt verließ. 1891 erhielt sie ihr erstes Engagement und zwar gleich am Hoftheater Wiesbaden, wo sie bis mindestens 1902 verblieb.
1903 heiratete sie den Pianisten und Dirigenten Josef Schlar.
Ihr weiterer Lebensweg ist unbekannt.